# Суспільне Культура
«Суспільне Культура» (до 2022 року — «UA: Культура») — загальноукраїнський суспільний телеканал та інтернет-ЗМІ в складі Національної суспільної телерадіокомпанії України на культурно-просвітницьку тематику. Етерне наповнення мовника — новини, документальні фільми, трансляції концертів класичної музики й театральних вистав, а також програми, присвячені різним напрямам культурного і суспільного життя — музиці, живопису, театру, літературі, кіно.

## Історія
Державна телерадіокомпанія «Культура» була створена 2002 року Держкомтелерадіо України для мовлення на «УТ-1» (вночі) та «УТ-2».
У листопаді 2004 року ДТРК «Культура» отримала ліцензію Національної ради з питань телебачення і радіомовлення України на цілодобове супутникове мовлення на десять років.
У квітні 2005 року телеканал розпочав власне мовлення, а з вересня того року телеканал «Культура» виходить у кабельних мережах Києва та регіонів України. Із травня 2006 року транслюється через супутник на більш ніж 80 країн світу.
1 січня 2017 року телеканал розпочав цифрове мовлення у стандарті DVB-T2 замість ліквідованого «БТБ», за розкладом 07:00-23:00.
8 серпня 2017 року телеканал провів ребрендинг, в рамках якого змінив назву та логотип на «UA: Культура», що було одним з етапів створення і розвитку телеканалів суспільного мовлення.
11 грудня 2017 року телеканали суспільного мовника — «UA: Перший», «UA: Культура» і «UA: Крим» — розпочали мовлення у форматі 16:9.
З 22 листопада 2020 року мовить у DVB-T2 цілодобово.
26 листопада 2020 року цифрова дирекція НСТУ запустила «Суспільне Культура» — культурно-просвітницьку секцію сайту «Суспільне Новини». Вебресурс поділений на декілька рубрик: «Тексти», «Погляди», «Музика», «Кіно», «Література», «Мистецтво» та «Євробачення». Крім того, інтернет-ЗМІ «Суспільне Культура» має сторінки у Facebook, YouTube і Telegram. Станом на червень 2022 року сумарна авдиторія «Суспільне Культура» в соцмережах налічує понад 70 тисяч підписників.
У зв'язку з російським вторгненням в Україну з 24 лютого по 27 березня 2022 року телеканал цілодобово транслював інформаційний марафон «Єдині новини». В етері була відсутня реклама.
З 28 березня 2022 року телеканал відновив самостійне мовлення, змінивши програмну сітку та розпочав мовлення у форматі високої чіткості (HD).
24 травня 2022 року в зв'язку з оновленням дизайн-системи брендів НСТУ телеканал «UA: Культура» змінив назву на «Суспільне Культура».

## Наповнення етеру

### Програмна концепція
Згідно з умовами ліцензії каналу:
1. Мова, якою ведуться передачі, у відсотковому співвідношенні: українська (100 %)
2. Частка програм власного виробництва: 12 годин на добу (50 %)
3. Мінімальна частка національного аудіовізуального продукту (в тому числі власного виробництва): 21 година 36 хвилин на добу (90 %);
4. Максимальна частка аудіовізуальної продукції іноземного виробництва: 2 години 24 хвилини на добу (10 %);
5. Формат: культурологічний

### Програми
- Перше шоу
- Культура на часі
- Культурний інстинкт
- Ідемо в музей
- «Лекторій. Музика» (раніше — «#МузLove з Любою Морозовою») — Щотижнева програма, присвячена темі  «музика та війна». Ведучі — музикознавиця та музична критикиня Любов Морозова та журналіст Юрій Макаров.
- «Лекторій. Поезія» (раніше — «Час поезії») — Щотижнева програма про українську поезію. Ведучі — поет, лауреат Шевченківської премії Василь Герасим'юк та поет, лауреат премії «ЛітАкцент року» Мирослав Лаюк.
- «Лекторій. Література» (раніше — «#БібліоFUN з Ростиславом Семківим») — Щотижнева програма про скандальних письменників і письменниць та їхні книжки. Ведучі — літературознавець Ростислав Семків та літературний критик Євгеній Стасіневич.
- «Лекторій. Кіно» (раніше — «#KіноWALL з Сергієм Тримбачем») — Щотижневий цикл програм, присвячених впливовим закордонним фільмам останніх тридцяти років. Ведучий — кінокритик Сергій Тримбач.
- «Як дивитися кіно» — Авторська програма кінознавця, головного редактора інтернет-видання «Moviegram» Лук'яна Галкіна.
- «Культура діалогу» — Інтерв'ю із актуальними, культурними та суспільними діячами.
- «Музеї. Як це працює» — Аудіовізуальний гід музеями Києва. Ведуча — Оля Носко.
- «Відкривай Україну з Суспільним» — проєкт неформальної освіти для учнів середньої та старшої школи. У ігровому форматі підлітки з невеличких населених пунктів втілюють власні ідеї для покращення своїх містечок та селищ.
- «Концерт на UA: Культура» — Щотижневі телеверсії актуальних концертів класичної та сучасної музики.

### Програми, які не транслюються
- «Ранок з Культурою»
- «Пізній ранок шоу»
- «#NeoСцена з Олегом Вергелісом»
- «NA HI BA»
- «Захопи сцену» — Театральне реаліті-шоу за проєктом Британської Ради в Україні.

### Серіали
- Бальтазар
- Віктор Рос
- Ґранчестер
- Даррелли
- Де Голль: Історія і доля
- Дім надії
- Загадковий доктор Блейк
- Земля вовків
- Знедолені (2018)
- Історії Шерлока Холмса
- Капітан Алатрісте
- Капітан Марло
- Карпатський рейнджер
- Клан ювелірів
- Кохання і жертовність
- Курс щасливого життя
- Лікарня Вальє Норте
- Марко
- Масантоніо
- Місячний камінь
- Молодий Пілсудський
- Обручка з рубіном
- ОПГ
- Під одним дахом
- Потрійний захист
- Преса
- Пуаро Агати Крісті
- Райське місце
- Співачка
- Таємниці
- Таємниці Лаури
- Толедо
- Украдене щастя
- Хадсон і Рекс
- Хазяйка
- Центральна лікарня
- Шетланд

### Документальні фільми
- 10 днів незалежності України
- 100 років «Українського радіо»
- Аматори
- Бабусю, розкажи про Голодомор
- Буча. Вбивство самооборонівця Побігая
- Велика російська брехня
- Візуальний код
- Вогнехреща
- Голодомор. Літописці
- Голокост. Засвідчений злочин
- Грає оркестр Анатоліча
- Дожити до 100 по-українськи
- Домівка на спині
- Жевріння. Дерево життя
- Жінки Майдану (Жіночі обличчя революції)
- За нашу і вашу свободу
- Записи під вишнею
- Йона. Голодне марення
- Кадирівська паляниця
- Капелани. Віра на війні
- Луганський форпост
- Мальовані історії про війну
- Мій Крим
- Моя війна. історії звичайних людей з України 2022
- На схід
- На щиті
- Плавильний котел
- Позивний "Бетмен": таємниця Василівського блокпоста
- Родинна справа
- Сильна
- Славутич — це Україна
- Так, я жінка
- Таким мене зробила війна
- Тисячолітня війна
- Тіні на лівому березі
- Ціна українського хліба
- Щоденник вцілілої
- Як українці українською заговорили?

### Спецпроєкти
- «UA: Культура на Книжковому арсеналі»
- «Українська нова хвиля. UA: Культура на Одеському кінофестивалі»
- «Кобзотроніка» — Вірші Тараса Шевченка під електронну музику у виконанні українських діячів культури.
- «DOCU/Культура» — Спецпроєкт до фестивалю документального кіно про права людини Docudays. Інтерв'ю з українськими режисерами-документалістами. Ведуча — режисерка та продюсерка Надія Парфан.
- «Sziget. Як це працює» — Телещоденник музичного фестивалю «Sziget» у м. Будапешт, Угорщина. Ведучий — Лук'ян Галкін.
- «UA: Культура на Lviv Book Forum»
- «MyStreetFilms. Голос українських міст» — Короткометражні фільми від майстерні «MyStreetFilms» на фестивалі кіно та урбаністики «86», а також інтерв'ю з їхніми авторами. Ведучий — режисер Дмитро Сухолиткий-Собчук.
- «UA: Культура на Днях Вишеградського кіно» — Репортажі з фестивалю фільмів країн Вишеградської четвірки: Польщі, Чехії, Словаччини та Угорщини. Ведуча — Інна Олексієнко.
- Вистави Київського академічного Молодого театру
- У зв'язку з трансляцією телеканалом «Перший» телемарафону «Єдині новини» з 2022 року на «Суспільне Культура» та на його платформі на сайті Суспільного транслюється Пісенний конкурс «Євробачення»[10].

## Мовлення

### Параметри супутникового мовлення
| Супутник          | Стандарт | Частота | Символьна швидкість | Поляризація     | FEC | Формат зображення | Кодування |
| ----------------- | -------- | ------- | ------------------- | --------------- | --- | ----------------- | --------- |
| Astra 4A (4.8°E)  | DVB-S2   | 12437   | 30000               | вертикальна (V) | 3/4 | MPEG-4            | BISS      |
| Astra 3C (23.5°E) | DVB-S2   | 12285   | 30000               | вертикальна (V) | 2/3 | MPEG-4            | BISS      |

### Етерне цифрове мовлення
| Канал              | Мультиплекс | Стандарт | EPG        | Формат мовлення |
| ------------------ | ----------- | -------- | ---------- | --------------- |
| 4                  | MX-1        | DVB-T2   | Green tick | SD 576i 16:9    |
| Тимчасове мовлення |             |          |            |                 |
| 10                 | MX-7        | DVB-T2   | Ні         | SD 576i 16:9    |

### Аналогове мовлення
- 31 ТВК — Гірник

## Логотипи
Телеканал змінив 3 логотипи. Нинішній — 4-й за ліком. З 2002 до 2007 року знаходився у лівому нижньому куті. З 2022 року логотип знаходиться у лівому верхньому куті.
| Логотип | Опис |
| ------- | --- |
|         | З 1 січня 2002 до 7 серпня 2017 року логотипом була золота скіфська пектораль з малою літерою «к», написаною курсивом. Спочатку розміщувався у лівому нижньому куті, а з 1 грудня 2007 року — у правому верхньому куті. |
|         | З 8 серпня 2017 до 23 травня 2022 року логотипом був напис «UA: КУЛЬТУРА» білого кольору напівжирним шрифтом. Знаходився там само. З 28 березня до 23 травня 2022 року логотип збільшений у розмірі.                    |
|         | З 24 травня 2022 року логотипом є півкруг, біля якого напис «СУСПІЛЬНЕ КУЛЬТУРА». Логотип білого кольору. Знаходиться в лівому верхньому куті.                                                                          |

### Хронологія назв
| Дата      | Назва                |
| --------- | -------------------- |
| 2002—2017 | «Культура»           |
| 2017—2022 | «UA: Культура»       |
| з 2022    | «Суспільне Культура» |